# Despulla

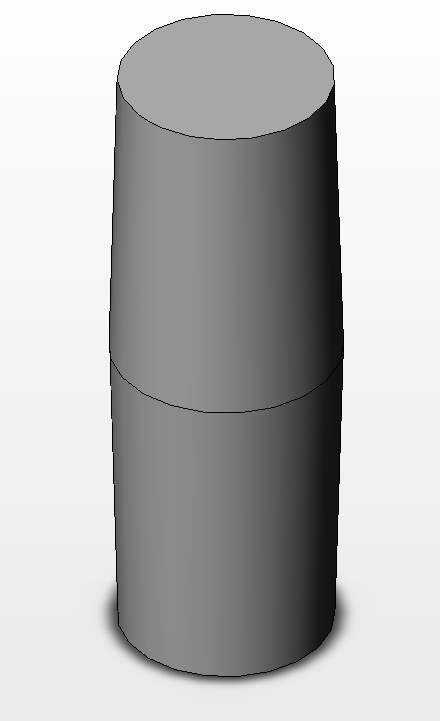
Una peça cilíndrica amb despulla longitudinal (a partir del pla de partage).

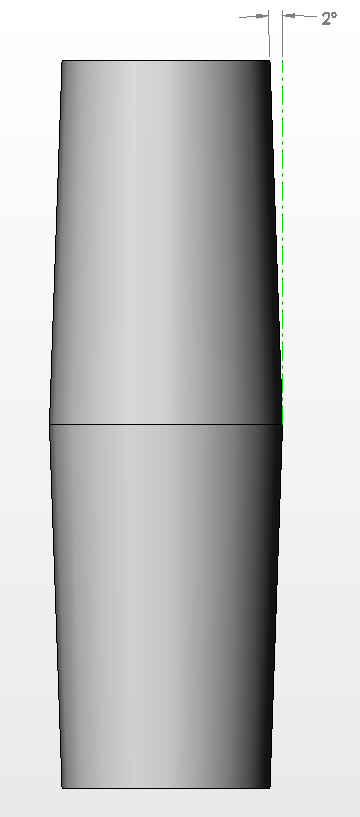
Perfil del cilindre de més amunt amb la despulla acotada.

Dins l'entorn de l'enginyeria, la despulla o angle de despulla és l'angle que tenen els models perquè la seva separació dels motlles sigui possible sense destrucció del motlle.
Aquest angle pot ser mesurat en  graus o en mm/mm (in/in), referits a la superfícia de separació. La segona forma se semblant a com es mesura un pendent (en tant per cent o en metres/metre).

## Detalls generals
El concepte de despulla pot aplicar-se a casos diferents. En el cas de la colada de metalls en motlles de sorra, els motlles es preparen a partir d'un model de fusta o un altre material. El model és molt semblant a la peça final (les dimensions són una mica més grans i pot tenir accessoris per a facilitar la colada). Generalment els motlles consten de dues peces separades per un pla horitzontal. En un cas senzill com el del "cilindre" representat en les imatges, la part inferior del motlle es realitzaria amb sorra quedant una part buida (femella) modelada a partir de la part inferior del model (mascle). Si el model fos perfectament cilíndric la seva estracció del motlle presentaria dificultats. El conificat de la despulla facilita molt l'operació de separació.Per a la part superior del motlle poden fer-se les mateixes consideracions.
Un cop construïts els motlles i colada la peça, la despulla permet separar la peça del motlle (en casos senzills) sense haver de destruir el motlle.

## Consideracions pràctiques
El disseny de motlles és una tasca especialitzada amb molt detalls a considerar. Per a dissenyar models amb angles de despulla correctes hi ha obres que indiquen els valors més adequats.
La despulla s'indica normalment per un angle. També pot indicar-se en mm/mm: Mil·límetres de projecció o inclinació per mil·límetres longitudinals.

## Vídeos
- Vídeo. Model, motlle, colada i desbarbament d'una peça.(anglès)